# Bootkit
Ein Bootkit ist eine Sammlung von Softwarewerkzeugen oder Bootloadern, die nach dem Einbruch in ein Computersystem auf dem kompromittierten System installiert wird, um weitere Sicherheitsmechanismen des Betriebssystems zu deaktivieren.
Ein Bootkit ist somit eine Mischung aus Bootsektorviren und Rootkits. Der Ansatz besagt, dass derjenige, der die Hardware bereits unter seiner Kontrolle hat, auch die Software unter seiner Kontrolle haben kann. Eine wirksame Absicherung gegen die Ausführung von unsigniertem Programmcode wird wohl erst mit dem Einsatz von TPM-Hardware zu erreichen sein.
In der Vergangenheit gab es Bootkit-Angriffe z. B. für das Betriebssystem Windows Vista und die NAC-Lösung von Cisco.
Die Firma Kaspersky Lab bezeichnete Bootkits als die Herausforderung des Jahres 2008 im Bereich Schadsoftware.